# زبان‌های چوکیایی
زبان‌های چوکیایایی یا تروکیایی زیربخشی از خانواده زبان‌های چوکیایی-پوناپیایی از خانواده زبان‌های آسترونزیایی است. این زبان‌ها بیشتر در ایالت یاپ در ایالات فدرال میکرونزی صحبت می‌شوند.

## زبان‌ها
- زبان سونسورولیایی و زبان توبیایی (آنچنان به یکدیگر نزدیک هستند که گاهی گویشی از یکدیگر فرض می‌شوند.)
- زبان چوکی‌ای
- زبان ولئاییایی و زبان یولیتیایی
- زبان پولووات، زبان نامونویتو، و زبان تاناپاگ
- زبان کارولینیایی
- زبان ساتاوالیایی و زبان مورتلوکیایی (نزدیک به یکدیگر)
- زبان پافانگ
- زبان ماپیا (منقرض شده)